# Pseudholophylla
Pseudholophylla är ett släkte av skalbaggar. Pseudholophylla ingår i familjen Melolonthidae.
Kladogram enligt Catalogue of Life:
| Pseudholophylla | \| \| Pseudholophylla furfuracea \| \| \| \| \| \| Pseudholophylla lepidoptera \| \| \| \| \| \| Pseudholophylla soror \| \| \| \| |
|                 | \| \| Pseudholophylla furfuracea \| \| \| \| \| \| Pseudholophylla lepidoptera \| \| \| \| \| \| Pseudholophylla soror \| \| \| \| |
|                 | Pseudholophylla furfuracea |
|                 | |
|                 | Pseudholophylla lepidoptera |
|                 | |
|                 | Pseudholophylla soror |
|                 | |